# 約翰·艾倫比
約翰·艾倫比（英語：John Ellenby，1941年1月9日—2016年8月17日）為英國劍橋出身的電腦工程師、電腦公司Grid Systems創辦人，其成立的Grid Systems公司發行了史上第一款筆記型電腦GRiD Compass。

## 生平
原先在就讀倫敦大學時艾倫比主攻經濟和地理方面領域，之後於倫敦政治經濟學院期間，艾倫比首次接觸到大型電腦等資訊運算機器並開始對此產生興趣。
結束學業後艾倫比則曾在英國電子公司Ferranti就職，之後於70年代期間搬移至美國加州居住，並在全錄公司下擔任型號為「Xerox Alto」的個人電腦開發。
1979年艾倫比與數名帕羅奧多研究中心共事同夥離開全錄公司，另成立名為Grid Systems的電腦產品公司。後續艾倫比在Grid Systems的團隊後續與工業設計師比爾·摩格理吉合作，在1982年推出第一款筆記型電腦GRiD Compass。
艾倫比在1988年將Grid Systems給出售零售商Tandy，另成立Agilis公司改從事攜帶型裝置方面業務。之後也有與兒子成立虛擬實境開發公司GeoVector。
2016年8月17日，艾倫比則在加州離世。